# Raimundo Vanthuy Neto
Raimundo Vanthuy Neto (Pau dos Ferros, 10 de maio de 1973) é um prelado brasileiro da Igreja Católica, atual bispo de São Gabriel da Cachoeira.

## Biografia
Em 1991 ingressou no Seminário São José da arquidiocese de Manaus, onde fez seus estudos de filosofia e teologia no então Centro de Estudos do Comportamento Humano. Posteriormente, obteve a licenciatura em missiologia pela Pontifícia Faculdade de Teologia Nossa Senhora da Assunção de São Paulo (1998-2000).
Foi ordenado diácono em 11 de julho de 1999 e recebeu a ordenação presbiteral em 3 de junho de 2001, ambos por Dom Aparecido José Dias, S.V.D., sendo incardinado na Diocese de Roraima.
Em sua atuação pastoral, foi pároco nas Paróquias de Nossa Senhora Consolata (2001 a 2004), Catedral Cristo Redentor e Matriz Nossa Senhora do Carmo (2005 a 2013) em Boa Vista; vigário da Área Missionária do Município do Cantá; acompanhou a Coordenação de Evangelização e Pastoral da Diocese (de 2002 a 2005); padre cooperador da Catedral de Nossa Senhora da Conceição. Foi Auditor do Sínodo dos Bispos para a Região Pan-Amazônica (2019). Além disso, foi professor de História do Cristianismo na Amazônia nas Universidades Católicas do Paraná, Pelotas e Porto Alegre, bem como na Universidade Federal de Roraima.
Foi Reitor da Casa Vocacional – Seminário Menor e Reitoria Nossa Senhora Aparecida e ajuda na Formação das Lideranças Leigas na Escola de Teologia Pastoral da diocese de Roraima e na Escola para o diaconato permanente. Ainda é membro do Instituto Secular – Associação dos Padres do Prado (colaborou no Conselho Nacional do Prado no Brasil entre 2017 e 2023); viveu o Ano Internacional Pradosianoem Lyon – França. Foi membro do Colégio de Consultores, do Conselho Presbiteral e colabora como chanceler da diocese de Roraima.
Em 8 de novembro de 2023, o Papa Francisco o nomeou como bispo de São Gabriel da Cachoeira. Recebeu a ordenação episcopal em 4 de fevereiro de 2024, no Ginásio Poliesportivo Vicente Ítalo Feola de Boa Vista, do cardeal Dom Frei Leonardo Ulrich Steiner, O.F.M., arcebispo de Manaus, coadjuvado por Dom Edson Taschetto Damian, seu antecessor, por Dom Frei Evaristo Pascoal Spengler, O.F.M., bispo de Roraima, por Dom Roque Paloschi, arcebispo de Porto Velho e por Dom Mário Antônio da Silva, arcebispo de Cuiabá.